# Juliane Hund
Juliane Hund (nascida Meyer; Darmstadt, 23 de setembro de 1928 – Leverkusen, 9 de dezembro de 1999) foi uma enxadrista alemã. No xadrez epistolar venceu o campeonato alemão duas vezes, ganhou a medalha de prata na primeira Olimpíada de xadrez feminino e o primeiro campeonato europeu feminino em 1998.

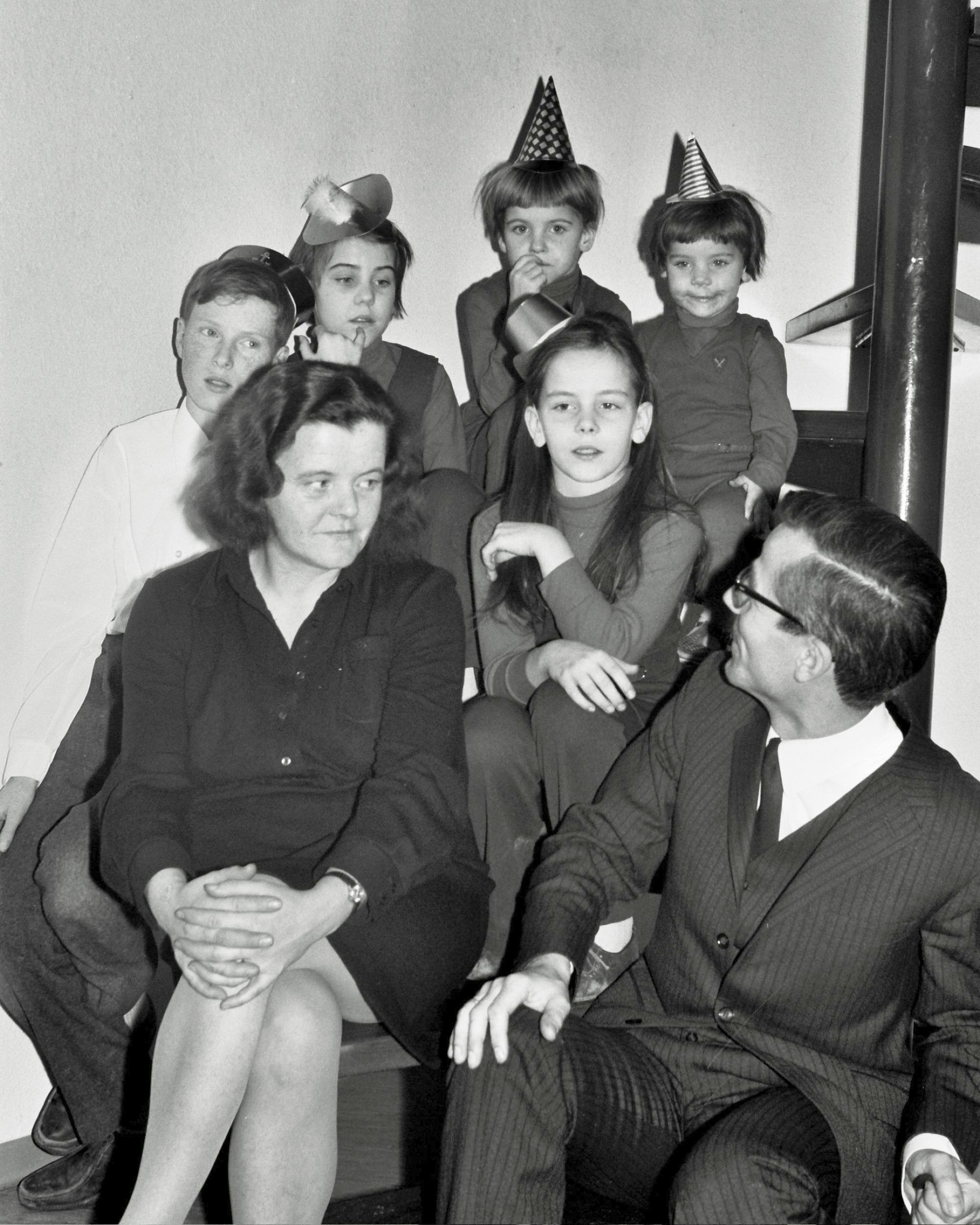
Allart, Juliane, Susanne, Isabel, Barbara, Dorothee e Gerhard (1970)

## Profissão e vida privada
Juliane Hund cresceu antes do fim da Segunda Guerra Mundial em Königsberg, estudou teoria geral do direito em Marburg, Lausanne (1952/53) e em Frankfurt am Main, onde passou no seu primeiro exame estadual. Durante esse tempo aprendeu o jogo de xadrez com seu pai em Gießen. Em Frankfurt am Main fundou um clube de xadrez estudantil, onde conheceu melhor seu futuro marido em 1955. Em 1957 casou com o matemático e jogador de xadrez Gerhard Hund e fundou com ele uma família alemã de xadrez mundialmente famosa.
Suas quatro filhas Susanne van Kempen (nascida Hund, * 1958), Barbara Hund (Grande Mestre de Xadrez das mulheres 1982, * 1959), Isabel Hund (Mestre FIDE das Mulheres, * 1962) e Dorothee Maiwald (nascida Hund, * 1966) tornaram-se fortes jogadoras de xadrez. Em 1961 a família mudou-se de Darmstadt para Leverkusen, onde acolheram Allart Meyer (* 1956, † 2006) como filho adotivo, também jogador de xadrez. Tornou-se avó no outono de 1993, seguindo duas netas em 1998.
Juliane Hund morreu em dezembro de 1999.
Seus ancestrais conhecidos são Johannes Schneidewind e August Wilhelm Reinhart. Além disso, Lucas Cranach, o Velho, é um ancestral dela.

## Conquistas como jogador de xadrez

### Xadrez direto

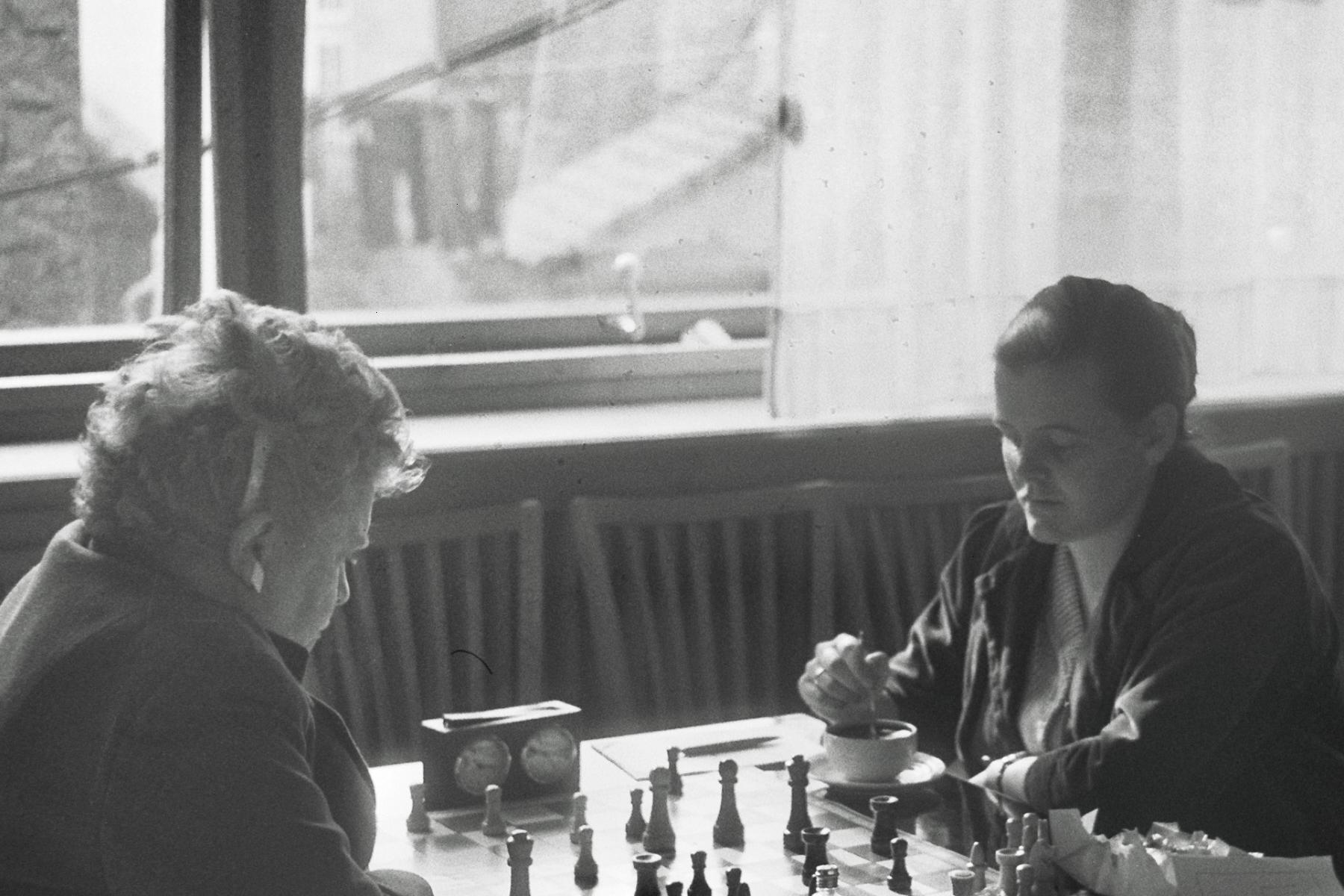
Juliane Hund no campeonato alemão feminino em Dahn em 1959

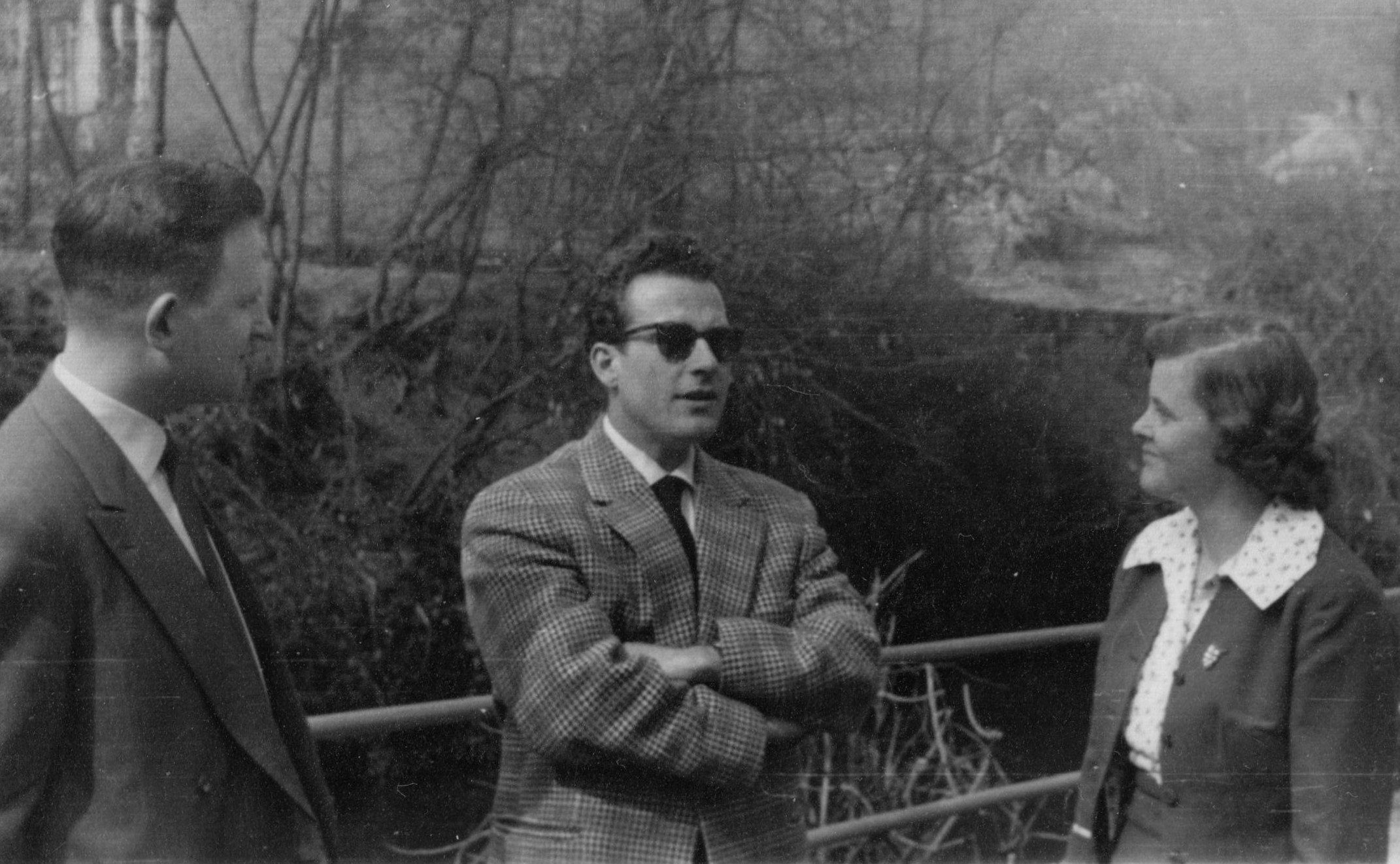
1956 em Bad Kreuznach: Heinz Marcus (campeão juvenil alemão de 1948), Egon Joppen (campeão juvenil alemão de 1943) e Juliane Meyer (posteriormente Juliane Hund)

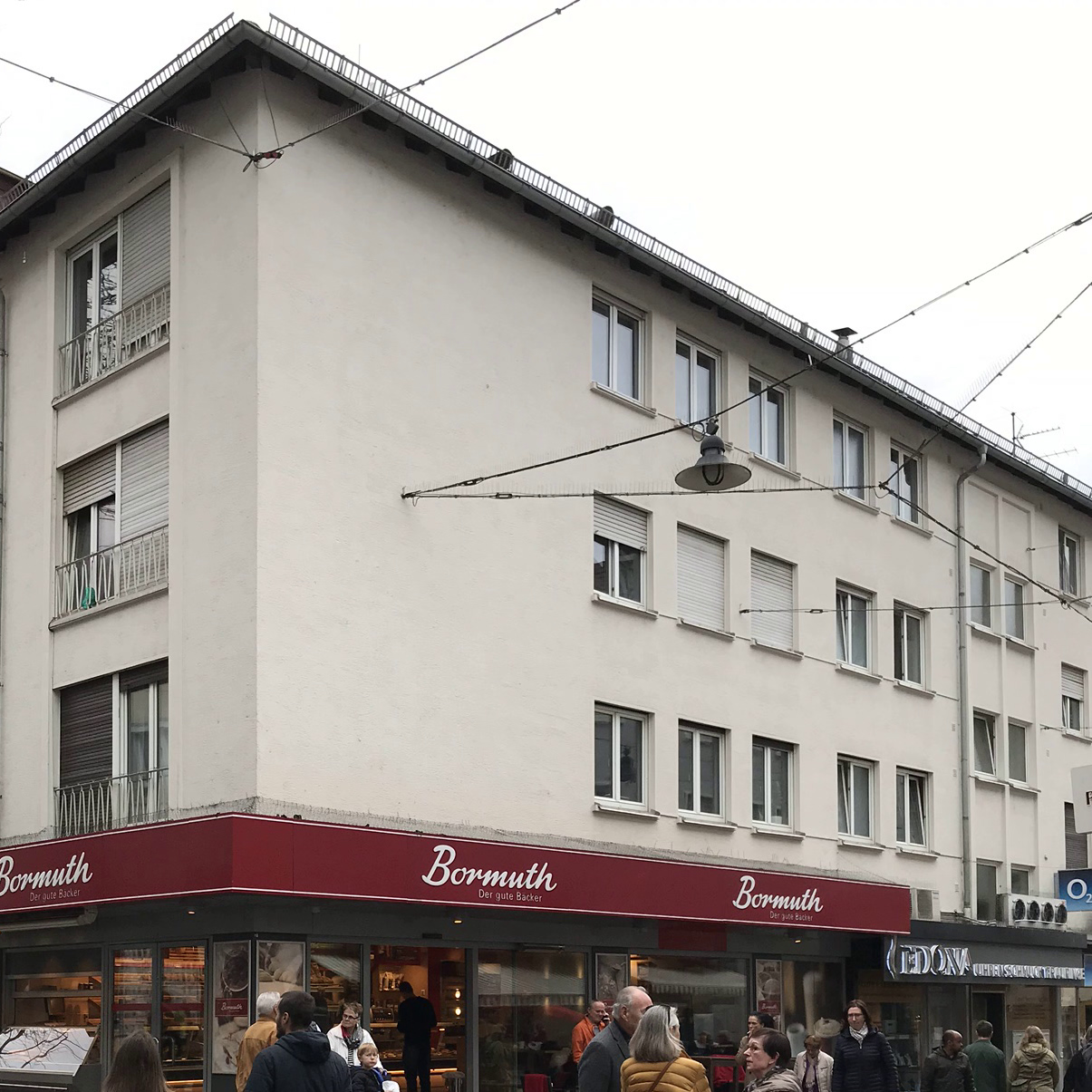
Casa em Darmstadt, onde morou no 2º andar até o final de 1961.

Além do campeonato alemão, Juliane Hund participou de diversos torneios internacionais. Em vez de férias, foi a torneios de xadrez com a família. O primeiro torneio conjunto aconteceu entre o Natal e o Ano Novo de 1973, para o qual ela viajou a Berlim com cinco filhos e o marido. La conheceu o Mestre Internacional de Xadrez de Berlim Heinz Lehmann, que também participou do torneio. No primeiro turno venceu Finkenzeller seguido por torneios na França, Suíça, Espanha, Praga, Islândia e Finlândia. Também participou das Olimpíadas de Xadrez em Siegen 1970, Luzern 1982, Tessalônica 1984 e 1988, Dubai 1986 e Manila 1992.
Outubro de 1959 Juliane Hund venceu pela primeira vez o campeonato de Hessen para mulheres, depois ficou em segundo lugar no campeonato alemão em 1959 em Dahn, atrás de Friedl Rinder, 13 dias antes do nascimento de sua filha Barbara. Participou com frequência em campeonatos femininos alemães, conquistando o segundo lugar em 1959 em Dahn, em 1975 em Zell am Harmersbach e em 1981 em Brilon. Em 1989 ganhou o 1º Campeonato Alemão Sênior Feminino em Bad Wörishofen.
No 6º torneio de xadrez da família da Turíngia em 1997 em Erfurt, Juliane e Gerhard Hund ganharam o campeonato por equipes. Além disso, ela jogou várias vezes nos campeonatos mundiais seniores, cada vez com os homens, mais recentemente em 1997 em Bad Wildbad.

### Xadrez por correspondência

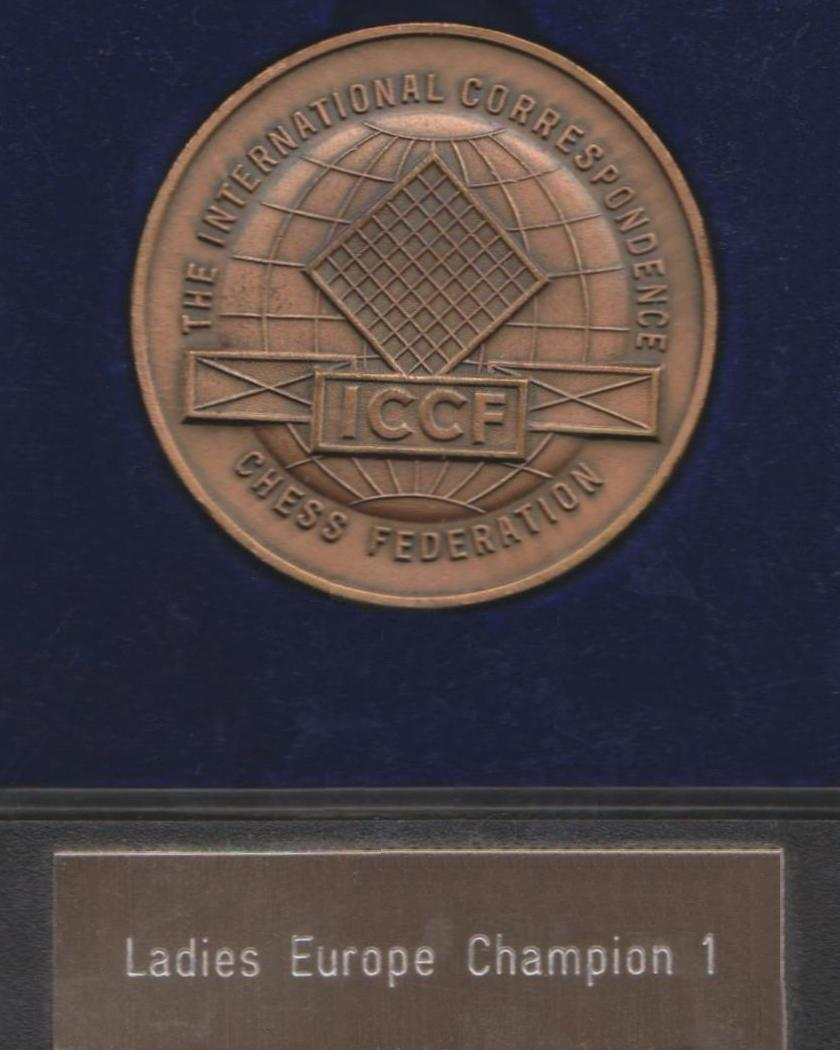
Medalha da Federação Internacional de Xadrez por Correspondência (ICCF) para a campeã da do 1º Campeonato Europeu Feminino de Xadrez por Correspondência (1998)

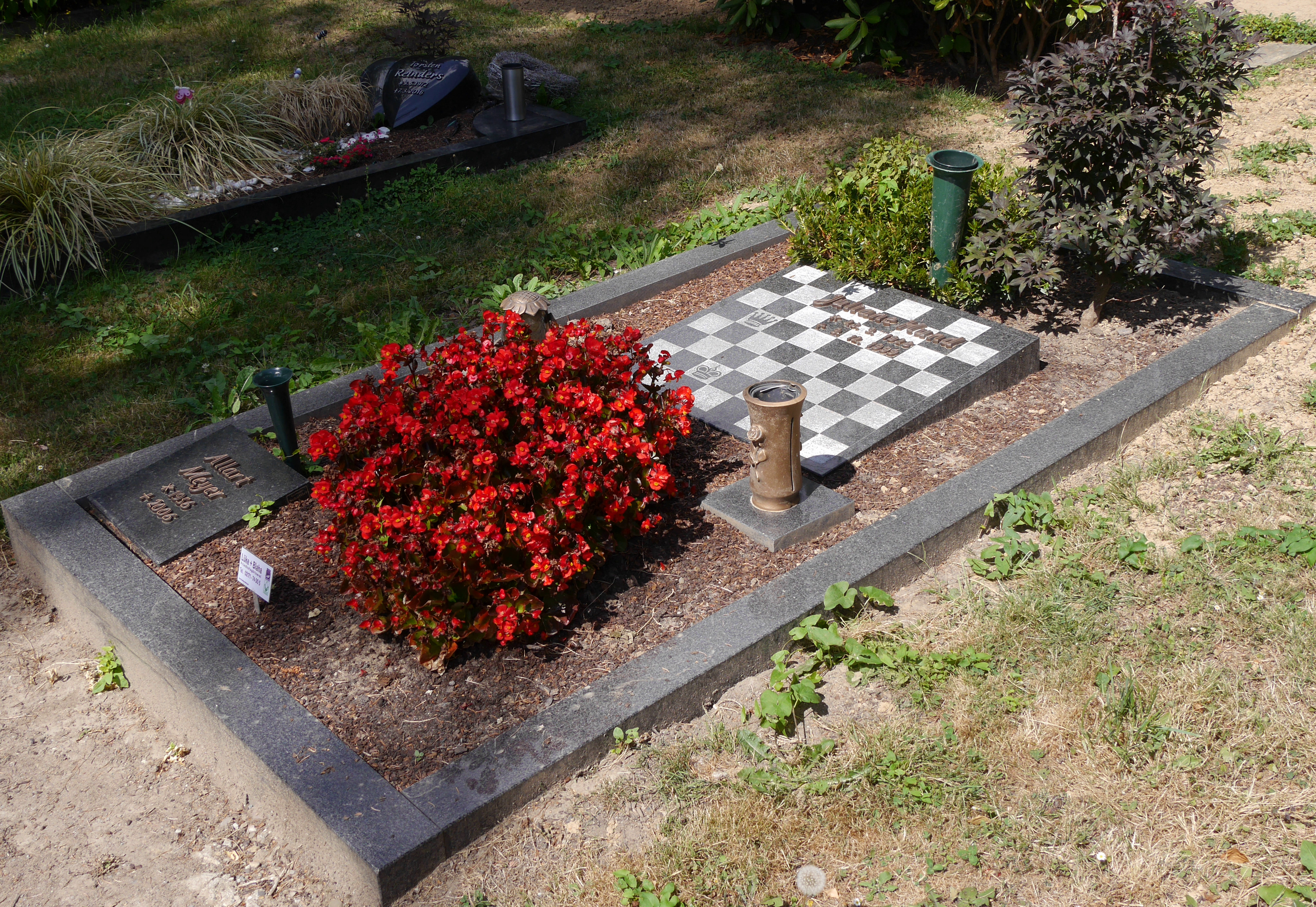
Sepultura da Família Hund

Por causa do nascimento de seus filhos, começou a jogar xadrez por correspondência em 1959. Em 1964/1967 ganhou o 5º campeonato alemão de xadrez feminino por correspondência. Classificou-se para a final do 1º Campeonato Mundial de Xadrez por Correspondência Feminino. Na final (1968-1971) marcou 5,5 pontos em onze jogos, Olga Rubtsova sagrou-se campeã mundial. Com a seleção nacional (Juliane Hund, Edith Mechelke, Elke Beyer e Rita Heigl) Juliane Hund conquisou a primeira medalha de prata das Olimpíadas de Xadrez por Correspondência para mulheres. Venceu, entre outras, Éva Karakas da Hungria. A seleção soviética (Olga Rubzowa, Marta Litinskaya,Luba Kristol e Lyudmila Belawenez) conquistou a medalha de ouro.

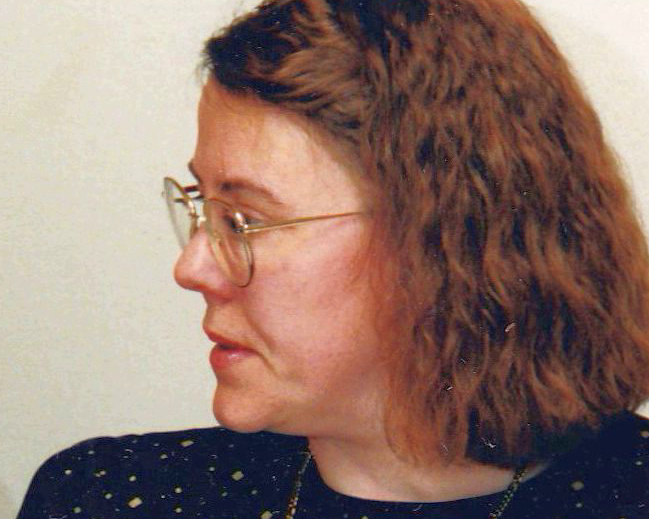
Susanne 1995

## Referências

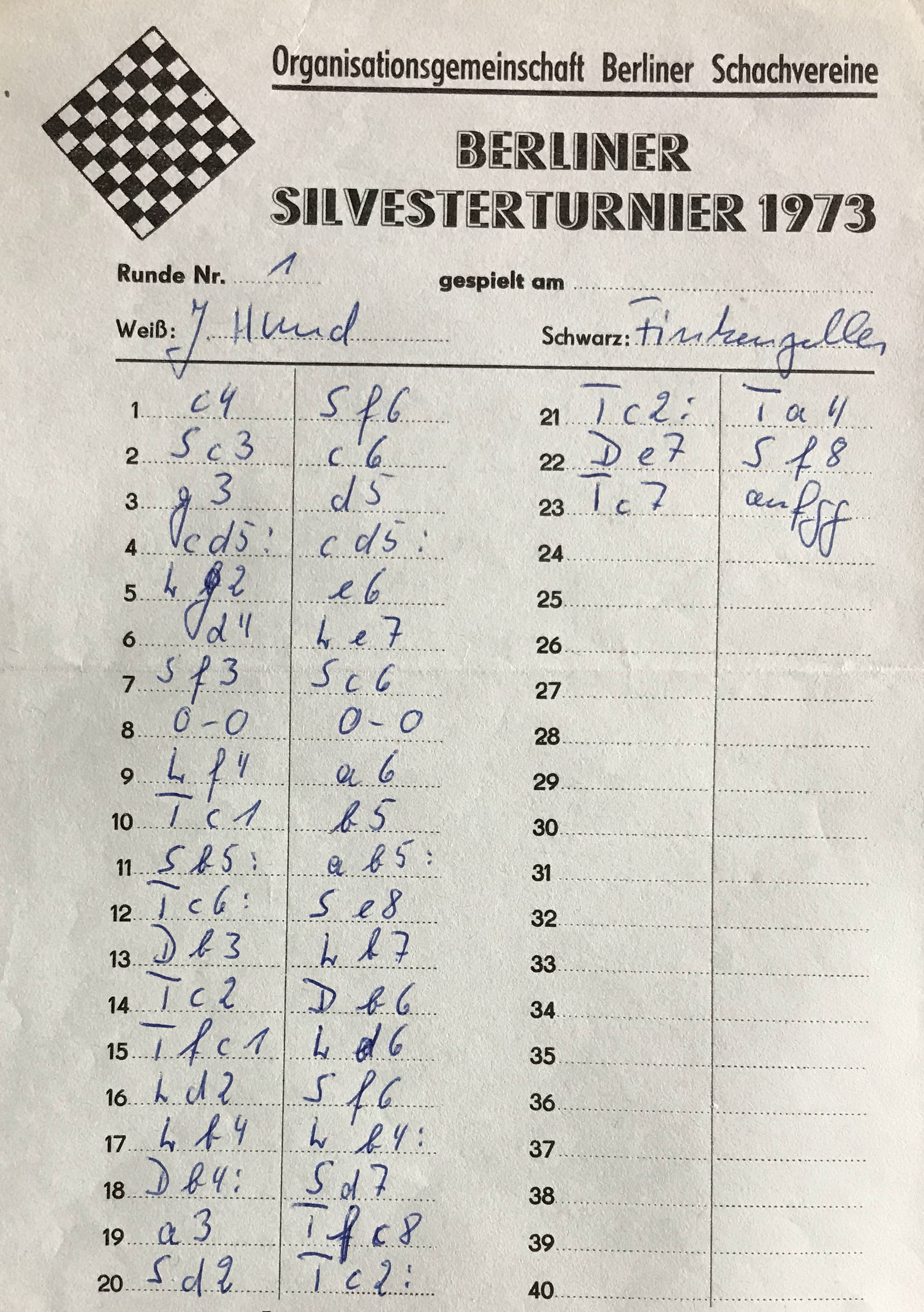
Partida Hund-Finkenzeller, Berlim 1973